# Autoportrait (Matisse, 1900)
Pour les articles homonymes, voir Autoportrait (homonymie).
Autoportrait est un tableau réalisé par le peintre français Henri Matisse en 1900. Cette huile sur toile est un autoportrait. Elle est conservée au musée national d'Art moderne, à Paris.